# Petit courbu
Pour les articles homonymes, voir Courbu.
Le petit courbu B est un cépage blanc français.

## Origine
Il est cultivé dans le vignoble du Sud-Ouest et plus particulièrement dans le piémont pyrénéen (Jurançon, Pacherenc du Vic-Bilh ou Côtes de saint-mont).
Afin de préserver les réserves génétiques de ce cépage rare, une collection de clones a été mise en place. Dans cette population, deux clones ont été agréés. Ils sont disponibles à la multiplication en pépinière. Ils portent les numéros 813 et 885. Le premier est un peu plus productif.

## Caractères ampélographiques
Le petit courbu présente une extrémité de rameau cotonneux. Les jeunes feuilles sont carminées à plages bronzées.

Le rameau comporte de nombreuses vrilles qui s'enroulent entre elles.

Les feuilles adultes sont de taille moyenne, pentagonales à trois ou cinq lobes. Le sinus pétiolaire est peu ouvert, voire à lobes chevauchants. Les sinus latéraux sont profonds et ouverts. La dentelure du lord du limbe est très courte, à bords convexes ou droits. Le limbe est légèrement révoluté, fortement bullé, voire gaufré.

Les grappes sont petites et les baies très petites et de forme arrondie.

## Aptitudes

### Culturales
Ce cépage est peu vigoureux et un petit producteur. Il doit être taillé long pour permettre une récolte significative.

### Sensibilité aux maladies
Il se montre assez sensible à la pourriture grise.

### Technologiques
Il donne des vins très fins, aromatiques. Rarement commercialisé seul, il est souvent utilisé en association avec l'arrufiac et le petit manseng. Il apporte à l'assemblage complexité et équilibre, que ce soit pour des vins secs ou moelleux.